# الجرسين
الجِرسٍين أو الزِّرسِين كما تنطق محليا، والنسبة إليها جرسيني، هي إحدى قرى ولاية قبلي بالجنوب التونسي، وهي مركز عمادة.

## الموقع
تبعد الجرسين عن مركز ولاية قبلي حوالي الثلاثين كلم باتجاه الغرب، وإلى جنوبي شط الجريد. وتتكون من ثلاث قرى متحاذية هي الجرسين وهي البلدة الأم والشكرية حيث توجد المدرسة والمعهد والمستوصف ومركز البريد والكليبية. وتفصل بين تلك القرى وتحيط بها واحات من نخيل الدقلة الشهيرة.  

## أسطورة التأسيس
طبقا لأسطورة التأسيس، انتقل سكان الجرسين الأوائل إليها مباشرة من موضعين أحدهما يقع جنوبها وهو الشكرية والآخر يسمى برقو شمالا، وبما أن هذين الموضعين كانا مرتفعين فإنهما يبدوان للناظر من بعيد وكأنهما ضرسين أو كما كانت تنطق زرسين، ومن هنا جاء اسم القرية الجديدة. 
وكان انتقال السكان إليها نتيجة اكتشاف الماء بموضعها، وكان ذلك إثر انتباههم إلى أن قطة لهم كانت مبتلة الشعر نتيجة مرورها بالموضع الذي سيحفرونه ويتحول إلى عين طبيعية، سميت عين القطوسية تخليدا لذكرى تلك القطة. وبذلك فإن أسطورة التأسيس لا تشير إلى جد من الأولياء الصالحين في تأسيس هذه البلدة على عكس القرى الأخرى بالمنطقة.

## السكان
قدم سكان الجرسين من مناطق مختلفة : فقد جاء الزراقين من منطقة تطاوين، وجاء من الشرق السلمة الذين يرجعون أصولهم إلى الصعيد المصري، ومن الشمال جاء المناجلة الذين يرجعون أصولهم إلى أولاد سعيد بالنفيضة، ومن الغرب جاء أولاد ضيف الله من بلدة كوينين بالواد بالجزائر، وجاء أهل عمر (بنعمر) من توزر بالجريد. وتعد الجرسين اليوم قرابة 5000 ساكن يتعاطون في أغلبهم النشاط الفلاحي فقد عرفت واحتها بجودة تمورها من نوع دقلة النور وفيها يحدد سعر التمور، وبها قرابة 5 مخازن لتبريد التمور وحفظها.
من جهة أخرى، توجد بهذه القرية مدرسة ابتدائية تأسست عام 1966 ومعهد ثانوي افتتح عام 2005. كما يوجد بها مستوصف ومركز بريد (الترقيم البريدي 4263).

## التاريخ
ورد ذكر الجرسين لأول مرة في تاريخ ابن نخيل الذي نقل عنه ابن خلدون. ومنها ينحدر عبد الله بن محمد بن الرند عامل قفصة في العهد الصنهاجي والذي استقل بأمره عند الزحف الهلالي.
وفي القرن 13هـ/19م، انتبه إلى أهمية موقع الجرسين الثائر غومة بن خليفة المحمودي فانتقل إليها من قبلي في بداية سنة 1274هـ/1857م، ولكنه لم يستقر بها طويلا إذ وقعت مهاجمته من قبل القبائل الموالية للسلطة، فانسحب من هناك إلى الجنوب الجزائري.
من جهة أخرى، كانت الجرسين في القرن التاسع عشر تابعة إداريا إلى وطن شداد الذي تقوده قبلي، وكان يعين عليها في بعض الفترات شيخ منها وأحيانا أخرى تجمع مع البليدات تحت نظر شيخ واحد إما أن يكون من هذه القرية أو تلك.